# Joodse gemeenschap in Eindhoven
De Joodse gemeenschap in Eindhoven omvat de Joodse gemeenschap in Groot-Eindhoven, dus inclusief de door Eindhoven in 1920 geannexeerde gemeenten Woensel, Tongelre, Gestel, Stratum en Strijp.

## Geschiedenis
Het was vóór 1771 aan Joden verboden zich in de stad Eindhoven te vestigen. Deze had echter een kleine oppervlakte. Joodse burgers vestigden zich in de dorpen in de directe omgeving. In Woensel en Tongelre bestonden met zekerheid Joodse begraafplaatsen. De Joodse begraafplaats te Woensel werd in 1747 aangelegd en in 1771 gelegaliseerd. Genoemde begraafplaats bestaat nog steeds.
In 1772 sommeerde de Raad van Stadhouder Willem V om joden toe te laten tot de stad en dezen gelijke burgerrechten te verschaffen als andere burgers. Toch werden zij pas in 1796 gelijkberechtigd.
Oorspronkelijk waren de Eindhovense Joden actief als veehandelaars, slagers, winkeliers en venters.
Begin 19e eeuw bezat de Joodse gemeenschap te Eindhoven een (kleine) synagoge, aan Kerkstraat, en een school. Een grotere synagoge, ook aan de Kerkstraat, werd in 1810 in gebruik genomen, mede door een schenking van koning Lodewijk Napoleon. De oude synagoge werd nu gesloopt en de huissynagoge te Stratum werd opgeheven.
Na 1850 steeg het aantal Joodse inwoners snel, en Eindhoven werd de zetel van het opperrabinaat van Noord-Brabant. In 1866 werd naast de synagoge van 1810 een nieuw bedehuis gebouwd en de voormalige synagoge werd ingericht al Joodse school.
Vanaf begin 20e eeuw ontstonden tal van Joodse verenigingen, terwijl in 1856 door Joseph Elias een linnenfabriek werd gesticht, die een belangrijke rol in de Eindhovense industriële ontwikkeling speelde. In de jaren '30 van de 20e eeuw nam Eindhoven veel Joodse vluchtelingen op, maar tijdens de bezetting door de nazi's nam de vervolging grote vormen aan. Bijna de helft van de Joodse bevolking kwam uiteindelijk om.
De synagoge aan de Kerkstraat, reeds geplunderd door de bezetter, werd ook nog getroffen door geallieerde bommen. Uiteindelijk werd hij afgebroken. In 1958 werd een nieuwe (huis-)synagoge aan de Hendrik Casimirstraat in gebruik genomen.
Het aantal Joden bedroeg 186 personen in 1809 en nam daarna geleidelijk toe. In 1930 betrof het 431 personen. In 1950 waren er nog 210 overgebleven, waarna een geleidelijke afname plaats vond tot 102 personen in 1998.
In de eerste decennia van de 21e eeuw groeide de Joodse gemeenschap weer. Dit kwam onder meer door de Joodse medewerkers die, onder meer vanuit Israel, in de Eindhovense high-techindustrie kwamen werken. In 2017 werd een rabbijn aangesteld. 